# Монтемађоре (Удине)
Монтемађоре је насеље у Италији у округу Удине, региону Фурланија-Јулијска крајина.
Према процени из 2011. у насељу је живело 91 становника. Насеље се налази на надморској висини од 937 м.